# Уро-Нілє Міріам Туреївна
Міріам Туреївна Уро-Нілє (21 жовтня 1994, Київ) — українська баскетболістка. Учасниця чемпіонату Європи 2019 року.

## Клуби
| Роки      | Команди                         |
| --------- | ------------------------------- |
| 2011—2014 | «Тім-СКУФ» (Київ)               |
| 2014      | «Дюнкерк»                       |
| 2015—2016 | «Горизонт» (Мінськ)             |
| 2016—2017 | «Тім-СКУФ» (Київ)               |
| 2017—2019 | «Енерга» (Торунь)               |
| 2019—2020 | «Франківськ» (Івано-Франківськ) |
| 2020—2021 | «Київ-Баскет» (Київ)            |
| 2021—2022 | «Ньйон»                         |
| 2022—2023 | «Касторс Брейн»                 |
| 2023—     | «Фрібур»                        |